# قلعه: جنگ‌سالاران
قلعه: جنگ‌سالاران (به انگلیسی: Stronghold: Warlords) یک بازی ویدئویی در سبک استراتژی هم‌زمان است. این بازی ششمین نسخه فرعی و نهمین نسخه از مجموعه قلعه است که توسط استودیو فایرفلای ساخته و توسط همان شرکت در تاریخ ۹ مارس ۲۰۲۱ برای مایکروسافت ویندوز عرضه شد.

## داستان
در حالی که بازیکنان همیشه به تجربه سری قلعه در حال‌وهوایی قرون وسطایی عادت کرده بودند، جنگ‌سالار آن‌ها را به آسیای شرقی می‌برد؛ جایی که در آن نه خبری از صلیبیون با آن زره‌های فلزی سنگین است و نه خبری از نیروهای عرب؛ در عوض، این بار با ماجراهای تمدن‌های این گوشه از جهان همراه خواهند شد و باید حکومت‌هایی چون چین، ژاپن و مغول‌ها را تا رسیدن به اهداف‌شان همراهی و هدایت کنند. قلعه: جنگ‌سالار، حالت‌های بازی مختلفی دارد که یکی از مهم‌ترین آن‌ها، بخش کمپین داستانی بازی است. این قسمت خود شامل چند روایت مختلف، هرکدام با محوریت یکی از تمدن‌های بازی است و مثلاً در یکی از آن‌ها با ژاپنی‌ها همراه می‌شوید و در دیگری، نبردهای چنگیزخان مغول را تجربه می‌کنید. البته که یک کمپین اقتصادی هم در دسترس است که بیشتر روی جمع‌آوری منابع، ساخت‌وساز و توسعه قلعه متمرکز شده‌است.
سازندگان موفق شده‌اند تا مراحل متنوعی در بخش کمپین طراحی کنند و برای مثال، در حالی که در یک مرحله باید تعداد مشخصی از سلاح و تجهیزات مختلف بسازید، در مرحله‌ای دیگر باید در برابر حملات گسترده دشمنان از قلعه خودتان دفاع کنید و در مرحله‌ای هم با جمع کردن ارتشی بزرگ، به سمت قلعه دشمن حمله و آن را نابود کنید.

## محتواهای افزوده قابل دانلود

### مغولستان (امپراتوری مغول)
در رابطه با قوبلای‌ خان، برادر هولاکو خان و نوۀ چنگیز خان است که در نهایت پیروز می‌شود و سلسله یوآن را تأسیس می‌کند. این DLC شامل ۶ مرحله است.

### ژاپن (بازخیز شوگان)
این کمپین نیز یک بسته الحاقی است و در رابطه با تأسیس شوگان سالاری است که دارای ۶ مرحله می‌باشد.

### ویتنام (سرزمین جنگل)
در مورد شخصی است که می‌خواهد امپراتور چین را شکست دهد، جنگ‌سالاران کشورش را متحد کند و در ویتنام به فرمانروایی برسد.

### چین (اولین امپراتور)
مرحله چینی‌ها که متشکل از ۶ مرحله است، دربارهٔ اولین امپراتور چین یعنی چین شی هوانگ است که باید امپراتوری چین را ایجاد کند.

### مغولستان (قیام چنگیز خان)
کمپین مغول‌ها که در قرن ۱۳ رخ می‌دهد، ۶ مرحله را شامل می‌شود که دربارهٔ چنگیزخان مغول (تموچین) است. در دو مرحلهٔ اول بازیکن برای اتحاد با قبیله‌های دیگر مغول نبرد می‌کند ولی در بقیهٔ مراحل برای فتح کشور چین با چینی‌ها مقابله می‌نماید.

### ژاپن (شوگان)
کمپین ژاپنی‌ها که آن هم شامل ۶ مرحله است، در دوران فئودال ژاپن صورت می‌گیرد و دربارهٔ یک سامورایی به نام توتومی هیدیاشی است که می‌خواهد حاکم ژاپن شود. در این مرحله بازیکن با ادبیات ژاپنی‌ها آشنا می‌شود و در این مراحل درگیر نبرد بین سامورایی‌ها است.

### چین (هنر جنگ)
این DLC در قرن ششم قبل از میلاد مسیح جریان دارد و در مورد ژنرال قهرمان چین سان تزیو است. این کمپین ۶ مرحله‌ای مدتی پس از عرضۀ اولیه ایجاد شد.

### چین (اقتصاد شکوفا)
این کمپین تنها کمپین اقتصادی بازی است که ۷ مرحله دارد. البته داستان آن بر اساس رخدادهای واقعی بوده ولی سال‌ها بعد از داستان چین شی هوانگ رخ می‌دهد.